# Pentas herbacea
Pentas herbacea är en måreväxtart som först beskrevs av William Philip Hiern, och fick sitt nu gällande namn av Karl Moritz Schumann. Pentas herbacea ingår i släktet Pentas och familjen måreväxter. Inga underarter finns listade i Catalogue of Life.